# Zapruddea, Kamin-Kașîrskîi
Zapruddea (în ucraineană Запруддя) este un sat în comuna Soșîcine din raionul Kamin-Kașîrskîi, regiunea Volînia, Ucraina.

## Demografie
Componența lingvistică a localității Zapruddea
     Ucraineană (99,59%)
Conform recensământului din 2001, majoritatea populației localității Zapruddea era vorbitoare de ucraineană (99,59%), existând în minoritate și vorbitori de alte limbi.